# Cane d'acqua spagnolo
Il cane d'acqua spagnolo o  Spanish Water Dog (perro de agua español) è razza utilizzata in Spagna come cane da pastore e da guardia di uso generale. A volte è anche usato come cane da caccia ed è abile nel recupero dall'acqua.
Il cane d'acqua spagnolo ha forti legami genetici con altre razze acquatiche come il cane d'acqua portoghese, il barboncino, il Barbet francese e l'Irish Water Spaniel.
Storicamente, i cani d'acqua spagnoli sono stati utilizzati principalmente come cani da pastore per spostare i greggi di pecore e capre da un pascolo all'altro. I cani erano anche chiamati a lavorare ovunque fosse richiesto un cane. Ad esempio, è stato insegnato loro a lavorare con i pescatori e a recuperare durante la caccia con i contadini.
Nel 1980 è stato costituito lo Spanish Water Dog Club (Spagna) per promuovere la razza e aiutarla a farla riconoscere nel proprio paese.
Nel 1985, dopo tanto duro lavoro  ed esponendo la razza in vari luoghi e mostre canine il Kennel Club spagnolo lo accettò e gli diede lo status ufficiale. È stato provvisoriamente riconosciuto dalla Fédération Cynologique Internationale fino al 1999, quando è stato riconosciuto in modo permanente.